# دهستان زالیان
دهستان زالیان یکی از دهستان‌های استان مرکزی است که در بخش زالیان شهرستان شازند واقع شده‌است. این دهستان نام خود را از زال، پدر رستم گرفته‌است.
روستاهای تابع آن عبارتند از: دوجفت، ده کائید، زالیان، بیاتان سوخته، دره پیری، ده صفرعلی، رستمراه، رضاآباد، سرکمری، قمارخان، کله چوب، گونستان، نجف آباد، آدینه مسجد بالا، آدینه مسجد پایین، باقرآباد، برج بالان، چهارچریک، حصار دره، صادق آباد، علی‌آباد.